# Отто-Вільгельм Ферстер
Отто-Вільгельм Ферстер (нім. Otto-Wilhelm Förster; 16 березня 1885, Ільменау — 24 червня 1966, Вальсроде) — німецький воєначальник, генерал інженерних військ вермахту. Кавалер Лицарського хреста Залізного хреста.

## Біографія
В 1903 році поступив на службу в Імперську армію. Учасник Першої світової війни, після завершення якої продовжив службу в рейхсвері.
З 24 листопада 1938 по 31 грудня 1941 року — командувач 6-м армійським корпусом, одночасно з 24 листопада 1938 до 26 серпня 1939 року — командувач 6-м військовим округом. З 1942 року — в резерві ОКГ, з 31 січня 1944 року — у відставці. Працював на адміністративній посаді в Східній Пруссії.
12 серпня 1945 року взятий в полон радянськими військами в Тюрингії. Звільнений в жовтні 1955 року.

## Звання
- Фанен-юнкер (12 березня 1903)
- Фенріх (18 жовтня 1903)
- Лейтенант (18 серпня 1904)
- Обер-лейтенант (18 серпня 1912)
- Гауптман (28 листопада 1914)
- Майор (1 квітня 1925)
- Оберст-лейтенант (1 квітня 1929)
- Оберст (1 лютого 1932)
- Генерал-майор (1 жовтня 1934)
- Генерал-лейтенант (1 січня 1937)
- Генерал інженерних військ (20 квітня 1938)

## Нагороди
- Залізний хрест 2-го і 1-го класу
- Королівський орден дому Гогенцоллернів, лицарський хрест в мечами
- Ганзейський Хрест (Гамбург)
- Орден Білого Сокола, лицарський хрест 2-го класу з мечами
- Хрест «За заслуги у війні» (Саксен-Мейнінген)
- Воєнний хрест Вільгельма-Ернста
- Почесний хрест ветерана війни з мечами
- Медаль «За вислугу років у Вермахті» 4-го, 3-го, 2-го і 1-го класу (25 років)
- Застібка до Залізного хреста 2-го і 1-го класу
- Лицарський хрест Залізного хреста (23 серпня 1941)
- Почесний голова Товариства німецьких саперів (1965)

## Вшанування
- На честь Ферстера була названа вулиця в Магдебурзі — Дорога Оберста Ферстера (Oberst-Förster-Weg).
- В 1944/45 роках ім'я Ферстера носила вулиця в Дессау-Росслау, на якій були розташовані казарми інженерних частин — Алея Генерала Ферстера.